# Karlfranz Schmidt-Wittmack
Karlfranz Schmidt-Wittmack (* 27. Juli 1914 in Charlottenburg; † 23. Oktober 1987 in Ost-Berlin) war ein deutscher Politiker (CDU) und Agent des DDR-Ministeriums für Staatssicherheit. Er war von 1949 bis 1953 Mitglied der Hamburgischen Bürgerschaft und von 1953 bis zu seiner Flucht in die DDR im August 1954 Mitglied des Deutschen Bundestages.

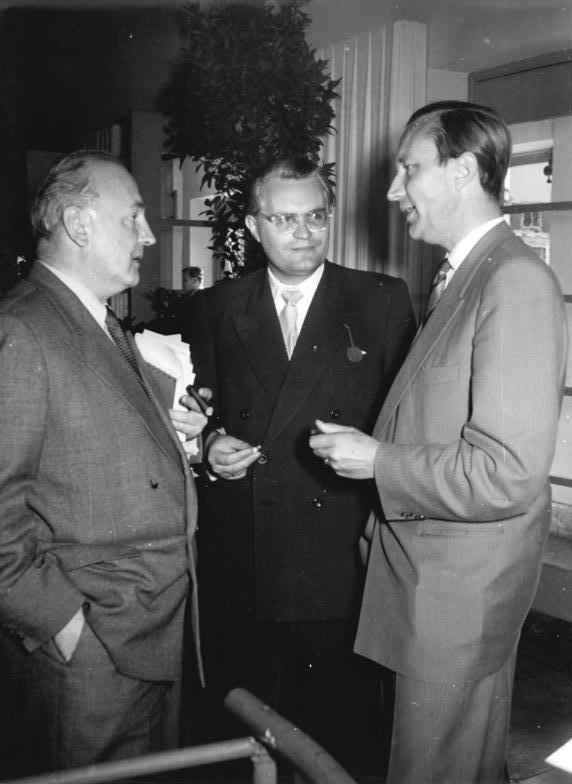
Karlfranz Schmidt-Wittmack (rechts) im Gespräch mit dem FAZ-Journalisten Dr. Dietrich (links), und Gerald Götting, Generalsekretär der Ost-CDU auf dem Parteitag der Ost-CDU in Weimar (September 1954)

## Leben
Der Sohn eines Zigarrenfabrikanten besuchte das Christianeum in Altona und studierte nach dem Abitur von 1936 bis 1938 Staats- und Rechtswissenschaften in Hamburg. Am 3. November 1938 beantragte Schmidt-Wittmack die Aufnahme in die NSDAP und wurde rückwirkend zum 1. November desselben Jahres aufgenommen (Mitgliedsnummer 7.014.929). Er war von 1939 bis 1945 bei der Luftwaffe und erreichte den Rang eines Oberleutnants.
Nach der Entlassung aus sowjetischer Kriegsgefangenschaft leistete er 1945 und 1946 ein kaufmännisches Volontariat ab, wurde dann Geschäftsführer und später Inhaber einer Kohlenhandlung in Hamburg. Er war Mitbegründer und von 1946 bis 1948 Vorsitzender der Jungen Union Hamburg. 1947 bis 1949 war er stellvertretender Landesvorsitzender der CDU und Kreisvorsitzender für Hamburg-Nord. Von 1949 bis 1953 war er Abgeordneter des Vaterstädtischen Bundes Hamburg (zu dem auch die CDU gehörte) in der Hamburgischen Bürgerschaft. Seit 1948 war er für die „Parteiaufklärung der KPD“ tätig und ab 1952 Informant des Ministeriums für Staatssicherheit, Hauptverwaltung Aufklärung (HVA).
Er wurde über die Hamburger Landesliste der Christlich Demokratischen Union Deutschlands (CDU) bei der Wahl zum 2. Deutschen Bundestag am 6. September 1953 gewählt, wo er Mitglied im Sicherheitsausschuss wurde. Schmidt-Wittmack war vom 6. Oktober 1953 bis zu seinem Mandatsverlust Mitglied des Deutschen Bundestages.
Schmidt-Wittmack flüchtete mit seiner Familie am 21. August 1954 in die DDR und beantragte dort politisches Asyl. Daraufhin wurde er am 22. August 1954 aus der CDU ausgeschlossen, wodurch er zunächst fraktionsloser Abgeordneter wurde. Die Gründe für sein Niederlassen in der DDR äußerte er auf einer Pressekonferenz des Ausschusses für deutsche Einheit am 26. August 1954 in Ost-Berlin. Er beabsichtigte, unter Umständen der Ost-CDU beizutreten. Auf Antrag des Herrn Merten aus Bad Godesberg vom selben Tag und des Abgeordneten von Brentano im Namen der CDU/CSU-Fraktion vom 4. September an den Bundestagspräsidenten stellte der Wahlprüfungsausschuss des Deutschen Bundestags nach Aussprache in der Bundestagssitzung am 23. Februar 1955 den Verlust des Mandats fest. Die SPD-Fraktion lehnte den Antrag der CDU/CSU-Fraktion ab.
Die Antragsteller gaben an, dass Schmidt-Wittmack seinen Wohnsitz in Hamburg aufgegeben und sich der Verletzung der Treuepflicht gegenüber dem deutschen Volk schuldig gemacht habe. Der Abgeordnete Hoogen begründete im Namen der CDU/CSU-Fraktion den Antrag, nach Art. 41 Abs. 1 Satz 2 GG festzustellen, ob Schmidt-Wittmack mit seinem Verhalten das Bundestagsmandat verloren hat. Schmidt-Wittmack wurde in diesem Verfahren durch den Rechtsanwalt Friedrich Karl Kaul aus Ost-Berlin vertreten. Dieser gab bei der zuvor am 10. Januar 1955 angesetzten mündlichen Verhandlung im Ausschuss für Wahlprüfung und Immunität an, dass neben seinem Mandanten sich weitere Abgeordnete in Ost-Berlin aufhielten und niedergelassen hätten, darunter Kurt Neubauer aus der SPD-Fraktion. Der Wahlprüfungsausschuss brachte im Fall des Abgeordneten Neubauer vor, dass dieser einen zweiten Wohnsitz in Bonn und im Gegensatz dazu Schmidt-Wittmack keinen Wohnsitz im Geltungsbereich des Grundgesetzes unterhalte. Dessen Anwalt bestätigte die Angaben der Kriminalpolizei Hamburg, dass seine Mutter den Hamburger Hausstand im Herbst 1954 aufgelöst habe. Die Aufgabe des hamburgischen Wohnsitzes soll nach Angaben seines Verteidigers Kaul am 9. Dezember 1954 erfolgt sein. Grund sei die Beschlagnahme Schmidt-Wittmacks Vermögen auf Betreiben der Bundesanwaltschaft. Der Bundesgerichtshof erließ am 3. Dezember 1954 Arrestbefehle und Pfändungsbeschlüsse gegen Schmidt-Wittmack.
Am 16. März 1955 legte Schmidt-Wittmack Beschwerde beim Bundesverfassungsgericht ein. Eine mündliche Verhandlung fand am 20. März 1956 statt. Am 3. Mai 1956 urteilte das Bundesverfassungsgericht, dass der Wahlprüfungsausschuss des Deutschen Bundestages zu Recht festgestellt habe, dass Schmidt-Wittmack durch Aufgabe seines Hausstandes in Hamburg keinen Wohnsitz im Geltungsbereich des Grundgesetzes innehatte und der Verlust der Wählbarkeit zur gleichen Zeit den Verlust des Abgeordnetenmandats zur Folge hatte.
Von 1955 bis 1976 war Schmidt-Wittmack Vizepräsident der Kammer für Außenhandel der DDR. Er gehörte seit 1962 der CDU der DDR an und war ab 1964 Mitglied des Hauptvorstandes. 1977 ging er in den Ruhestand. Ab 1979 war er stellvertretender  Vorsitzender des Freundschaftskomitees DDR – Österreich.
Er erhielt mehrere DDR-Auszeichnungen, u. a. wurde er 1984 mit der Ehrenspange zum Vaterländischen Verdienstorden in Gold ausgezeichnet.

## Veröffentlichungen
- So geht es nicht weiter. Kongress-Verlag, Berlin 1954.
- Wann finden sie den Mut zu reden?. Nationale Front d. demokratischen Deutschland, Berlin 1956.